# Moonraker (soundtrack)
Moonraker is de originele soundtrack van de elfde James Bond-film van EON Productions uit 1979 met dezelfde naam. Het album werd voor het eerst uitgebracht in 1979 door United Artists Records.
De originele filmmuziek op het album werd gecomponeerd door John Barry en bij de titelsong schreef Hal David de teksten. De titelsong werd gezongen door Shirley Bassey. Er waren van tevoren al een aantal artiesten benaderd voor de titelsong, maar die waren niet tevreden met het nummer. Daarom bood Barry voor de derde keer de titelsong aan Bassey. Ze zong eerder ook al bij de film Goldfinger en Diamonds Are Forever. Barry was ook de dirigent van het orkest. In 1979 stond het album in de Billboard 200 met hoogste notering, plaats 159.

## Nummers
| Nr. | Titel                                  | Duur |
| --- | -------------------------------------- | ---- |
| 1   | Main Title: Moonraker - Shirley Bassey | 3:07 |
| 2   | Space Laser Battle                     | 2:43 |
| 3   | Miss Goodhead Meets Bond               | 2:44 |
| 4   | Cable Car and Snake Fight              | 3:04 |
| 5   | Bond Lured to Pyramid                  | 2:02 |
| 6   | Flight into Space                      | 6:26 |
| 7   | Bond Arrivés in Rio and Boat Chase     | 2:34 |
| 8   | Centrifuge and Corinne Put Down        | 2:32 |
| 9   | Bond Smells a Rat                      | 2:21 |
| 10  | End Title: Moonraker - Shirley Bassey  | 2:28 |

Sommige bekende klassieke muziek verschijnen ook in de film:
- Frédéric Chopins Prelude no. 15 in D-flat major (op 28), "Raindrop"): Drax bespeelt de piano wanneer Bond arriveert.
- Richard Strauss' "Also sprach Zarathustra" (op. 30) (zie2001: A Space Odyssey): Een jachthoorn speelt de kenmerkende eerste drie tonen.
- Tritsch-Tratsch-Polka by Johann Strauss II: tijdens de hovercraftscène op het San Marcoplein.
- De alien melodie  vanClose Encounters of the Third Kind: als de sleutelcode voor de veiligheidsdeur.
- Tsjaikovski's Romeo and Juliet Overture: Wanneer Jaws Dolly ontmoet.
- Elmer Bernstein's Thema van The Magnificent Seven: wanneer Bond te paard in gauchokleding verschijnt .